# Volkswagen Type 1
Volkswagen Type 1 (også kaldet Bobbel, Beetle eller Käfer) er Volkswagens første familiebil. Produktionen startede i den tyske by Wolfsburg i 1938, og blev indtil 2003 produceret i over 21 millioner eksemplarer.
Den 22. juni 1934 modtog Ferdinand Porsche en udviklingsaftale fra Reichsverband der Deutschen Automobilindustrie til prototyper af en økonomisk og overkommelig bil, efter at Adolf Hitler ved det internationale motorshow i Berlin havde lovet billige biler til den tyske befolkning. I slutningen af 1938 blev der produceret en række præproduktionsbiler, der blev brugt som demonstrationsbiler og udstillet på udstillinger, men de blev ikke leveret til kunder. Volkswagen-fabrikken blev først færdig under 2. verdenskrig.